# Parc national de Tarangire
 (juin 2021).
Si vous disposez d'ouvrages ou d'articles de référence ou si vous connaissez des sites web de qualité traitant du thème abordé ici, merci de compléter l'article en donnant les références utiles à sa vérifiabilité et en les liant à la section « Notes et références ».
Le parc national de Tarangire est un important parc national du nord de la Tanzanie. Il doit son nom à la rivière Tarangire qui le traverse.

## Histoire
La densité de population dans la région est toujours restée faible, principalement en raison de la présence abondante des mouches tsé-tsé. Une réserve de faune y est créée en 1957. La réserve est transformée en parc national en 1970 et la population résiduelle est déplacée vers des villages environnants.

## Géographie

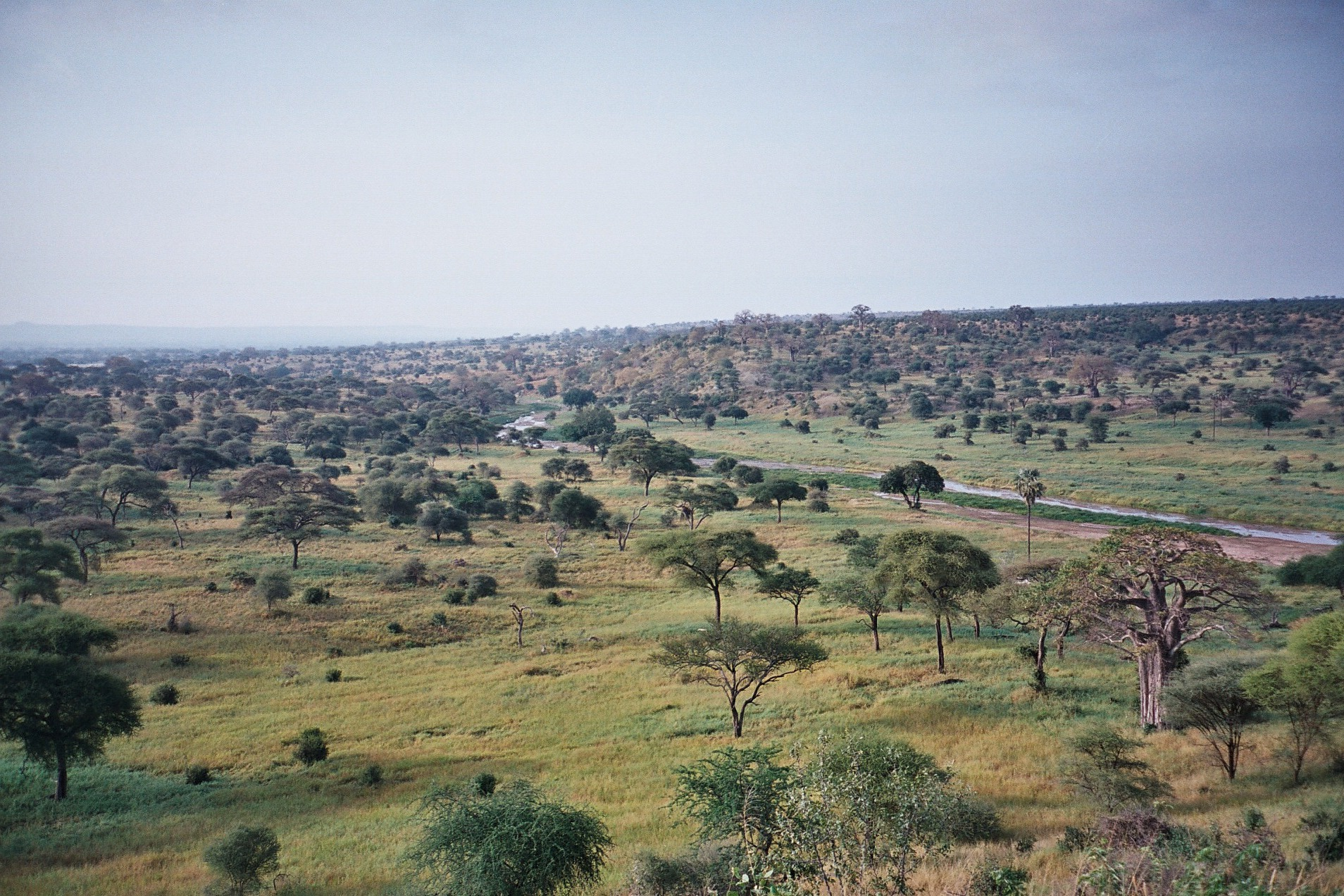
La rivière Tangarire.

Le parc entoure la vallée de la rivière Tarangire. Il a une forme allongée, près de 100 km de long et en moyenne 30 de large. Son altitude moyenne est de 1 100 mètres, et le relief est globalement peu marqué à l'exception de la vallée creusée par la rivière. Le parc offre de vastes paysages de plaines vallonnées. Il est bordé à l'ouest par l'extrémité orientale du rift africain.

## Climat
La moyenne annuelle des précipitations est de 750 mm. La quasi-totalité des pluies tombent cependant en novembre-décembre, puis entre mars et mai. Le mois le plus sec est octobre, lorsque l'humidité moyenne descend à 35 % et que la rivière n'est plus qu'une succession de trous d'eau. À l'inverse, en pleine saison des pluies, la rivière inonde largement la plaine environnante.
La moyenne des températures maximales est de 27 °C, la moyenne des minimales de 16 °C. Les records historiques sont respectivement 4 °C en juillet et 40 °C en janvier.

## Flore
Les baobabs, arbre inhabituel dans le Nord de la Tanzanie, abondent dans la partie Nord du parc. Le paysage est principalement constitué de savane arborée, avec de nombreux acacias, et devient plus marécageux au Sud. À noter également la présence de nombreuses termitières, qu'elles soient isolées ou adossées aux troncs des arbres.

## Faune

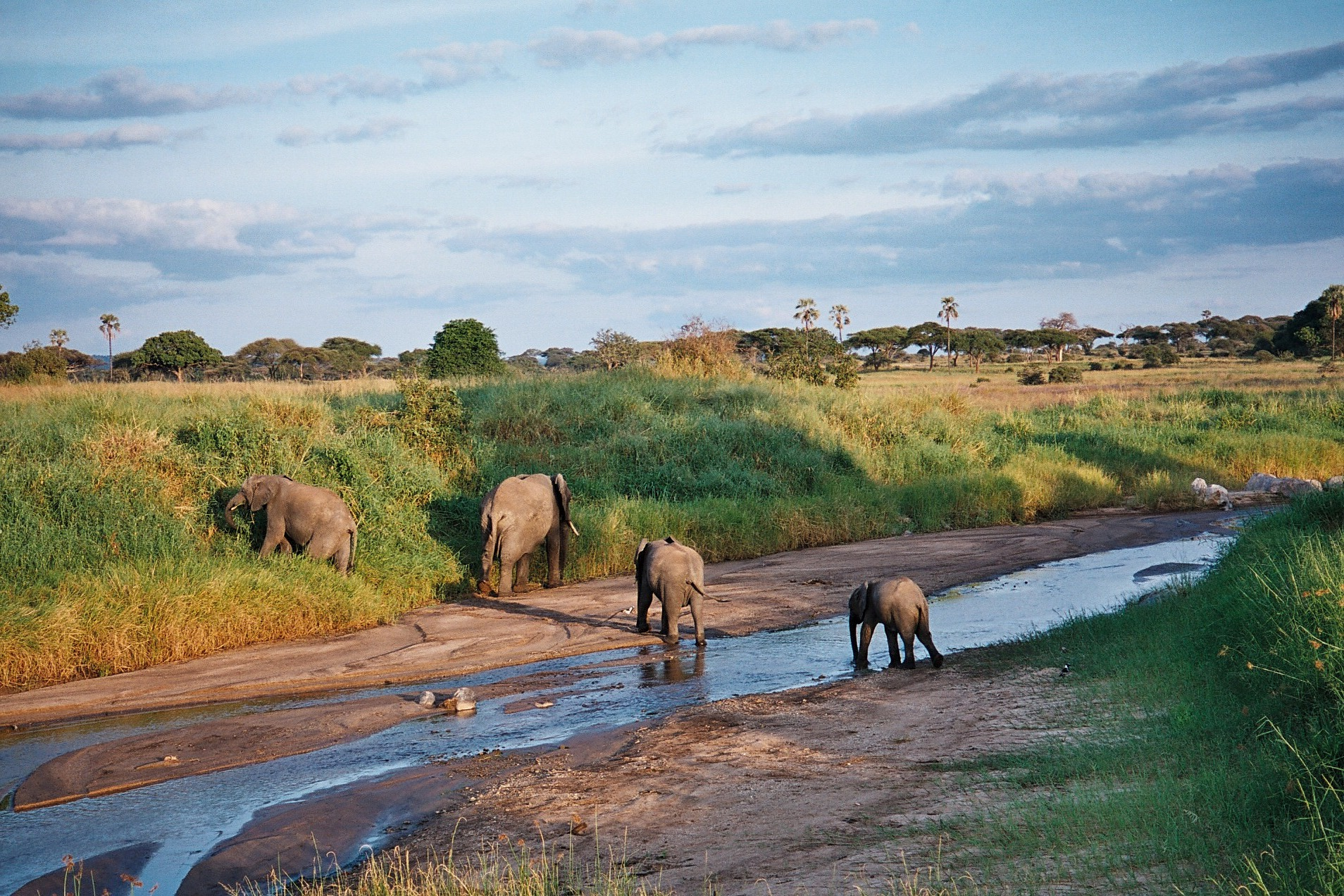
Éléphants traversant la rivière Tarangire au coucher du soleil.

Le parc fait partie de l'immense écosystème de la steppe masaï. Lors de la saison des pluies, les grands troupeaux d'herbivores se répartissent sur plus de 20 000 km², mais dès que les pluies cessent, au mois de juin, ils migrent vers le dernier point d'eau permanent de la région : la rivière Tarangire. Ainsi, en fin d'hiver (août-octobre), le parc abrite une très forte concentration d'animaux, en particulier des éléphants ; ces derniers sont en proie à un important braconnage.
Parmi les mammifères : girafes, élands du Cap, bubales de Coke, impalas, dik diks, phacochères, lycaons, grands koudous, et pour les prédateurs: lions, léopards et guépards, assez peu nombreux.
Entre octobre et avril, le parc est également un important lieu d'hivernage pour les oiseaux migrateurs venus d'Europe.